# Sonntag (Vorarlberg)
Sonntag  ist eine Gemeinde in Österreich in Vorarlberg im Bezirk Bludenz mit 624 Einwohnern (Stand 1. Jänner 2025). Der Ort gehört zum Großen Walsertal.

## Geographie
Der Ort Sonntag liegt im westlichsten Bundesland Österreichs, Vorarlberg, im Bezirk Bludenz auf 888 Metern Höhe. Das größte Gewässer ist die Lutz, zum Gemeindegebiet gehören auch die Einzugsgebiete von Steinbach, Huttlabach und Rotenbrunnenbach. Die Grenze im Süden, Osten und Nordwesten bilden die Gipfel des Lechquellengebirges. Die markantesten Gipfel sind Breithorn (2081 m), Rote Wand (2704 m), Johanneskopf (2573 m), Braunarlspitze (2649 m) und Zitterklapfen (2403 m).
Die Gemeinde hat eine Fläche von 81,58 Quadratkilometer. Davon sind 5 Prozent landwirtschaftliche Nutzfläche, 31 Prozent sind bewaldet, 38 Prozent der Fläche sind  Alpen.
Zu Sonntag gehört die Ortschaft Buchboden. Die Gemeinde liegt im Biosphärenreservat Großes Walsertal.

### Gemeindegliederung
Fraktionen der Gemeinde sind:
- Bickelwald (0)
- Boden (88)
- Bregenzer (3)
- Buchboden (62)
- Buchholz (117)
- Bühl (23)
- Faschinastraße (5)
- Flecken (55)
- Garsella (69)
- Halde (5)
- Käscher (0)
- Litze (5)
- Mühle (11)
- Nesler (5)
- Reutele (4)
- Risana (2)
- Rothenbrunnen (1)
- Rufana (32)
- Sand (13)
- Schmiede (3)
- Seeberg (83)
- Senzaboda (1)
- Stein (6)
- Steinbild (1)
- Studa (1)
- Türtsch (29)

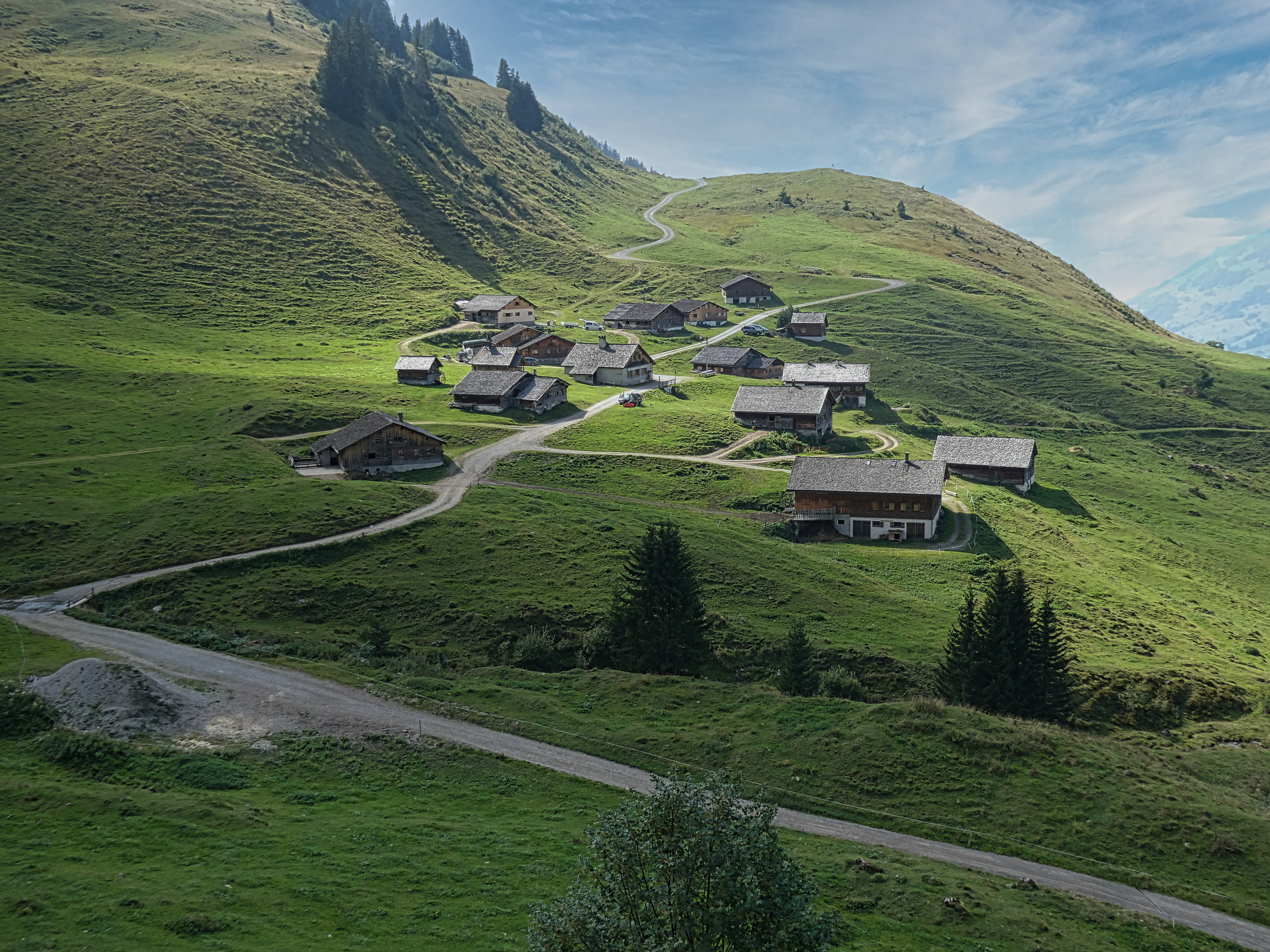
Alpe Steris

Zum Gemeindegebiet gehören die nur in den Sommermonaten bewohnten und bewirtschafteten Alpen Äußere und Innere Ichkarnei, Gadenalpe, Matonaalpe, Klesenza, Oberpartenom, Unterpartenom, Alpe Steris, Ober- und Unter-Überluth.

### Nachbargemeinden
| Fontanella | Au (B)                                      | Schoppernau (B) |
| Blons      | Kompassrose, die auf Nachbargemeinden zeigt | Schröcken (B)   |
| Raggal     | Dalaas                                      | Lech            |

## Geschichte

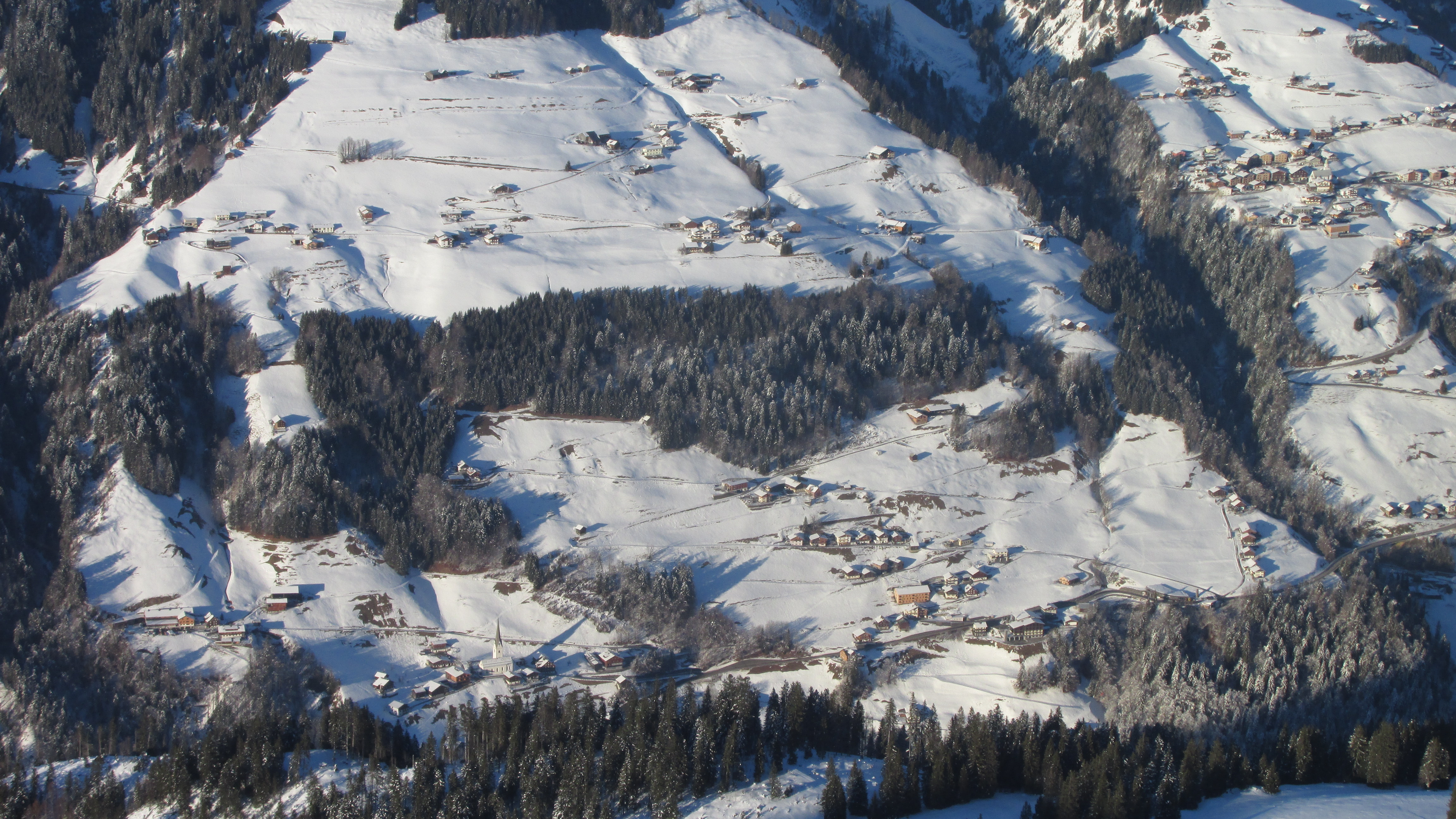
Sonntag von Süden, rechts oben Fontanella

Der Name Sonntag geht auf Lateinisch dominicus (gehörend, Herrschaft) zurück und zeugt entweder von den unterschiedlichen Besitzverhältnissen zwischen den freien Walsern (Vallenses vallis oder colonis) und den einheimischen Romanen (incolae) oder stand für dies dominicus (Tag des Herrn) und wurde von den im 14. Jahrhundert eingetroffenen Walsern wortwörtlich übersetzt.
Die Habsburger regierten die Orte in Vorarlberg wechselnd von Tirol und Vorderösterreich (Freiburg im Breisgau) aus. Spätestens 1457 wurde in Sonntag eine Pfarrei eingerichtet. In Buchboden gab es ab 1710 eine selbständige Pfarrei. Ab 1805 gehörte der Ort zu Bayern. 1806 wurde er selbständige Gemeinde. 1814 kam er wieder zu Österreich. Zum österreichischen Bundesland Vorarlberg gehört Sonntag seit dessen Gründung 1861. Der Ort war 1945 bis 1955 Teil der französischen Besatzungszone in Österreich.
Aufgrund seiner Hanglage ist der Ort immer wieder von Lawinenabgängen bedroht. Schwere Schäden gab es in den Jahren 1526, 1689, 1731, 1806 und 1954.
- Siehe auch: Lawinenkatastrophe von 1954 in Vorarlberg

### Bevölkerungsentwicklung
Im Jahr 2018 betrug der Anteil nicht österreichischer Staatsbürger 6,1 Prozent.
Seit 1981 ist die Wanderungsbilanz negativ, konnte aber bis 1991 durch die stark positive Geburtenbilanz wettgemacht werden. Seit 1991 nahm die Abwanderung zu und die Geburtenrate sank, sodass es zu einem Rückgang der Einwohnerzahl kam.

## Kultur und Sehenswürdigkeiten

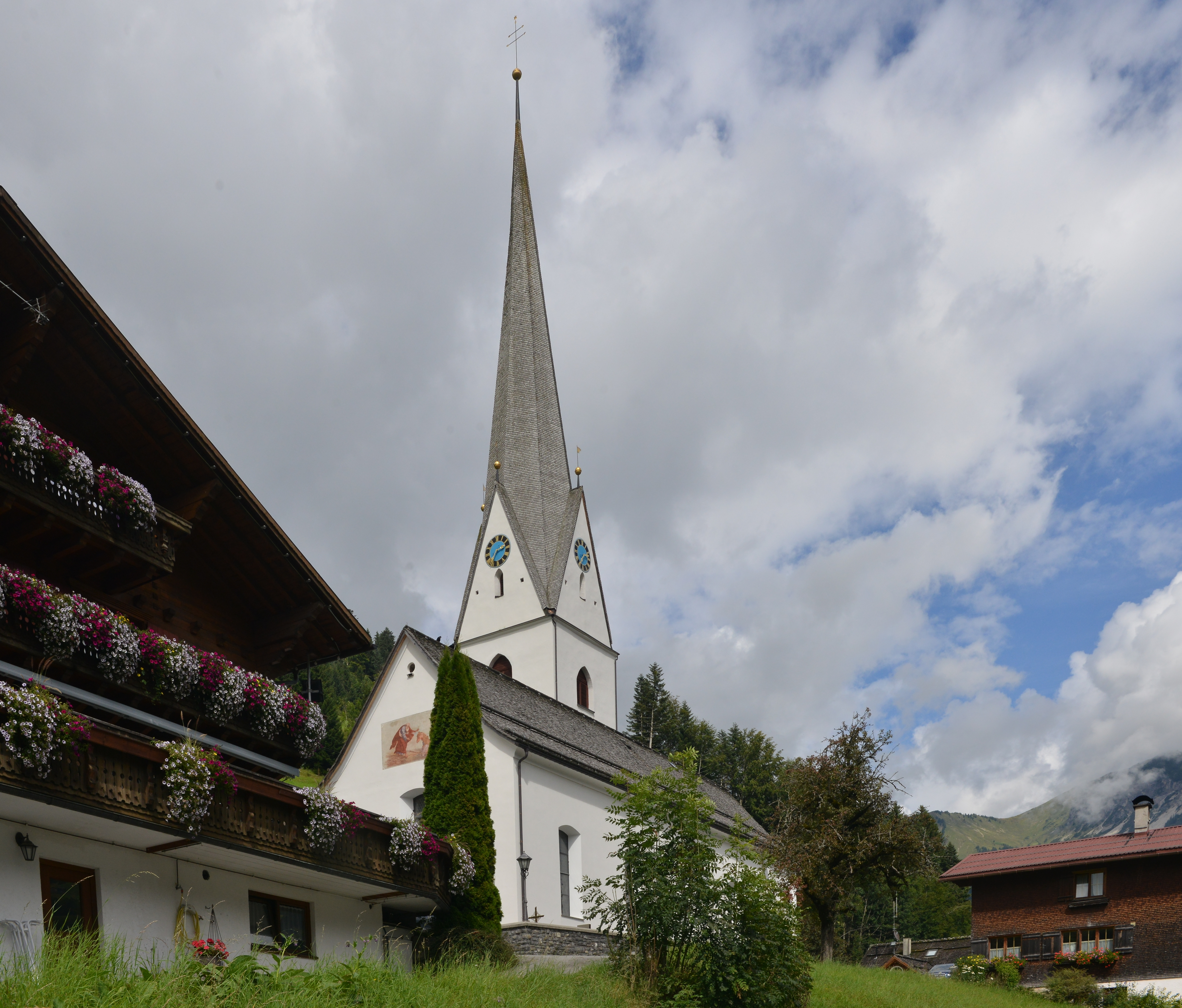
Pfarrkirche Sonntag

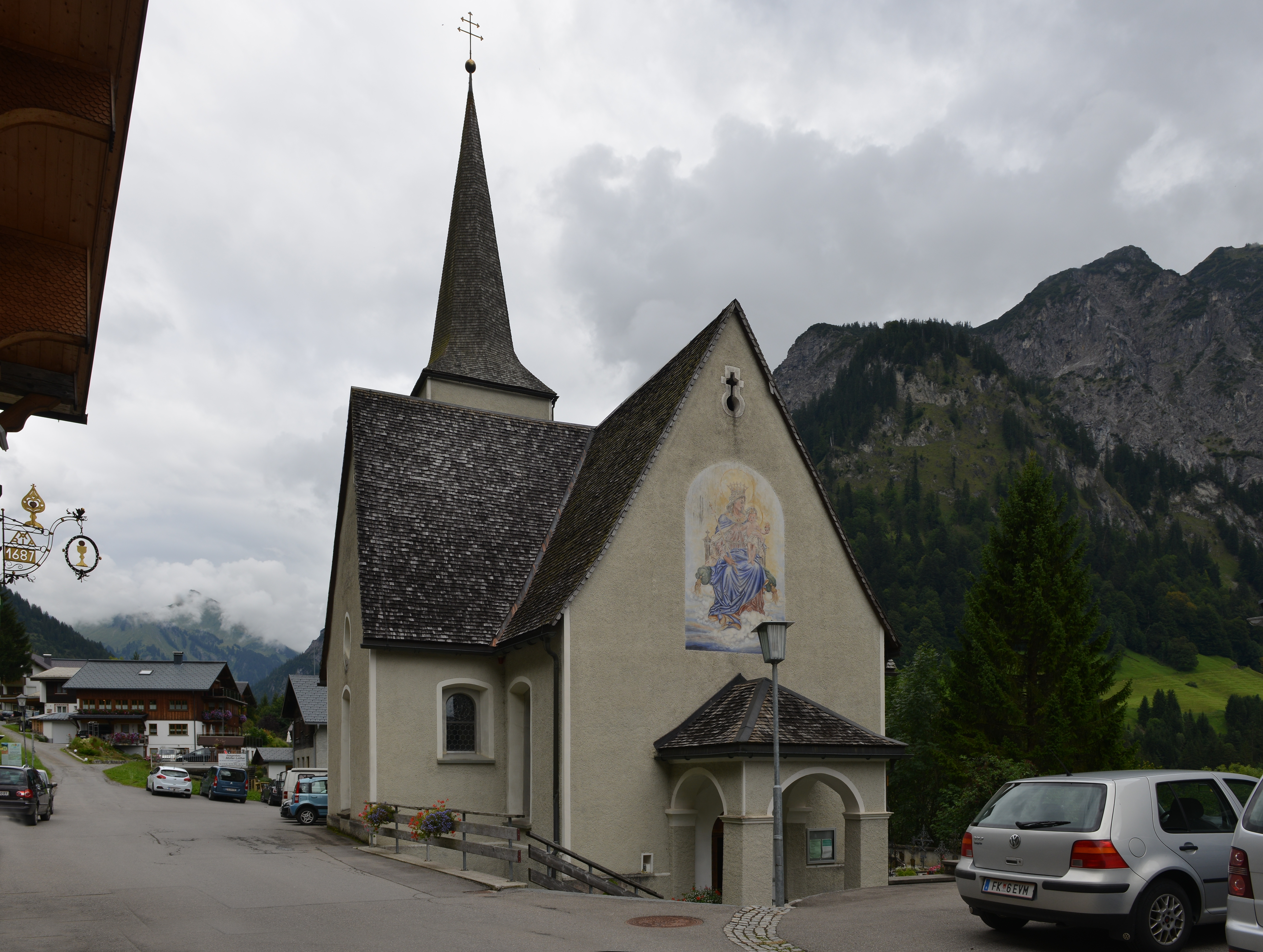
Pfarrkirche Buchboden

- Katholische Pfarrkirche Sonntag Hl. Oswald und Dominikus
- Katholische Pfarrkirche Buchboden Unsere Liebe Frau Mariä Geburt

## Wirtschaft und Infrastruktur
Am Ort gab es im Jahr 2003 14 Betriebe der gewerblichen Wirtschaft mit 66 Beschäftigten und 5 Lehrlingen. Lohnsteuerpflichtige Erwerbstätige gab es 272. Ein wichtiger Wirtschaftszweig ist der Fremdenverkehr. Im Tourismusjahr 2001/2002 gab es 19.000 Übernachtungen. Diese Zahl stieg auf 22.000 im Jahr 2011 und weiter auf 31.000 im Jahr 2019. Die Landwirtschaft ist überwiegend auf Milchwirtschaft ausgerichtet, die in den Sommermonaten auf zahlreichen Alpen betrieben wird.

### Bildung
Die ältesten Belege für eine Schule in Sonntag stammen aus einer Stiftungsurkunde des Jahres 1676. Das Gebäude der heutigen Volksschule wurde 1958 errichtet und 1998 erweitert. 2007 erhielt sie das Österreichische Umweltzeichen (Prädikat: Biosphärenvolksschule) und einen eigenen Turnsaal. Im Schuljahr 2024/2025 wurden insgesamt 31 Kinder unterrichtet.
Außerdem gibt es einen Kindergarten mit 21 Kindern (ebenfalls 2024/2025).

## Politik

### Gemeindevertretung
In Vorarlberg wählen die Bürger alle fünf Jahre die Mitglieder der Gemeindevertretung durch Ankreuzen eines Listen-Wahlvorschlages bzw. durch Mehrheitswahl wenn kein Listenvorschlag vorliegt. Weiters den Bürgermeister durch Ankreuzen eines Wahlvorschlages.
Die Gemeindevertretung wählt in der konstituierenden Sitzung aus ihrer Mitte – sofern keine Wahl durch die Bürger zustande kam – gemäß § 61 Gemeindegesetz einen Bürgermeister und dann einen mindestens dreiköpfigen Gemeindevorstand. Die Zahl dieser „Gemeinderäte“ darf aber gemäß § 55 den vierten Teil der Zahl der Gemeindevertreter nicht übersteigen.
Der Bürgermeister führt den Vorsitz bei den generell öffentlichen Sitzungen der Gemeindevertretung, in denen kommunale Belange besprochen und Beschlüsse gefasst werden. Beobachter haben kein Mitspracherecht und kein Stimmrecht. Die Gemeindevertretung kann nach Bedarf Ausschüsse bestellen. Sitzungen des Gemeindevorstandes und der Ausschüsse sind nicht öffentlich.

#### Sitzverteilung nach den Wahlen
- Gemeindevertretungswahlen 1985: Allgemeine Wählerliste 12.[11]
- Gemeindevertretungswahlen 1990: Allgemeine Wählerliste 12.[12]
- Gemeindevertretungswahlen 1995: Allgemeine Wählerliste Sonntag 12.[13]
- Gemeindevertretungswahlen 2015: Liste Sonntag 12.[14]
- Gemeindevertretungswahlen 2020: für Sonntag 12.[15]
- Gemeindevertretungswahlen 2025: „für Sonntag“ 12.[16][17]

### Bürgermeister
- 1945–1950 Pirmin Rützler[18]
- 1950–1965 Hubert Bickel[18]
- 1965–1990 Meinrad Bischof[18]
- 1990–2016: Franz Ferdinand Türtscher[18]
- 2016–2020: Luzia Martin-Gabriel[19]
- seit 2020: Stefan Nigsch[20][17]

### Gemeindewappen
Das Gemeindewappen entstand im Jahre 1967 nach einem Entwurf des Schrunser Künstlers und Heraldikers Konrad Honold. Es zeigt in einem blauen Schild auf einem silbernen, rotgezäumten nach links sprengenden Ross einen Reiter mit silbernem Gewand, goldener Rüstung und goldener Gloriole, der in der rechten Hand ein silbernes Schwert und vor der Brust einen schwarzen Schild, belegt mit einem nach rechts aufsteigenden silbernen Steinbock hält. Der auf dem Schild dargestellte Steinbock erinnert an die Besiedlung durch die Walser (Zeichen der freien Walser von 1408).

## Persönlichkeiten

### Söhne und Töchter der Gemeinde
- Viktor Schwarzmann (1912–1990), Landtagsabgeordneter und Bundesrat (SPÖ)
- Maria Simma (1915–2004), Mystikerin der Neuzeit
- Franz Rützler (1923–1986), Landtagsabgeordneter (ÖVP)
- Josef Türtscher (* 1960), Bergbauer und Politiker (ÖVP)

### Mit der Gemeinde verbundene Persönlichkeiten
- Anton Türtscher (* 1933), Politiker (ÖVP)